# В её глазах (мини-сериал)
«В её глазах» (англ. Behind Her Eyes) — британский мини-сериал в жанре мистики и психологического триллера. Создателем сериала стал Стив Лайтфут. Экранизация одноимённого романа Сары Пинборо, премьера состоялась на Netflix 17 февраля 2021 года.

## Сюжет
Мать-одиночка заводит роман со своим новым боссом Дэвидом, и дела принимают странный оборот, когда она втягивается в маловероятную дружбу с его женой Адель. То, что начинается как нетрадиционный любовный треугольник, вскоре становится мрачной психологической историей о неизвестности и извращенных откровениях, поскольку Луиза оказывается в опасной паутине тайн, где ничто и никто не являются тем, чем они кажутся на самом деле.

## В ролях
- Симона Браун — Луиза
- Ив Хьюсон — Адель
- Том Бейтман — Дэвид
- Роберт Арамайо — Роб

## Производство и релиз
25 января 2019 года было объявлено, что Netflix заказал съемку первого сезона из шести эпизодов. Стив Лайтфут выступил создателем и исполнительным продюсером сериала. В августе 2019 года стало известно, что режиссером мини-сериала будет Эрик Рихтер Стрэнд.
Съёмки проходили в Лондоне и Шотландии с июня по октябрь 2019 года. Мини-сериал вышел на экраны 17 февраля 2021 года.